# Al-Mulajha
Al-Mulajha (arab. المليحة) – miasto w Syrii w muhafazie Damaszek, na wschodnich przedmieściach Damaszku. W 2004 roku miasto liczyło 23 034 mieszkańców.